# 長谷川憲一
長谷川 憲一（はせがわ けんいち、1949年10月4日 - ）は、東京都出身の裁判官。早稲田大学卒業。高松高等裁判所部総括判事等を経て、静岡家庭裁判所所長で定年退官。

## 経歴
- 1975年　司法修習生
- 1977年　福岡地方裁判所判事補任官
- 1980年　宇都宮地方裁判所栃木支部判事補・宇都宮家庭裁判所栃木支部判事補
- 1983年　新潟地方裁判所判事補・新潟家庭裁判所判事補
- 1986年3月　東京地方裁判所判事補
- 1986年4月　東京地方検察庁検事
- 1989年　東京地方裁判所判事
- 1991年　福岡高等裁判所判事職務代行
- 1994年　福岡高等裁判所判事
- 1995年　東京高等裁判所判事職務代行
- 1996年　東京高等裁判所判事
- 1998年　浦和地方裁判所判事・浦和家庭裁判所判事
- 1999年　前橋地方裁判所部総括判事・前橋家庭裁判所判事
- 2003年　東京地方裁判所八王子支部部総括判事（刑事3部）・東京家庭裁判所八王子支部判事
- 2007年　静岡地方裁判所部総括判事（刑事部）・静岡家庭裁判所判事
- 2009年12月　高松高等裁判所部総括判事
- 2012年10月　静岡家庭裁判所所長
- 2014年10月　定年退官

## 言動
- 後述の痴漢事件の公判中、「（自分は犯人ではなく、）痴漢を止めさせようとした」という被告人男性の証言に対して、「私なんかかかわりになるの嫌だから、そこでほっとくという選択肢もあったのかなと思っちゃったんだけど」と、痴漢被害の見て見ぬふりを奨励するかのような発言をした。[1]
- 静岡地裁において、被告人が冤罪を主張する強盗殺人事件の公判前整理手続の最中、「公判前整理手続は失敗だ」「もう、この手続きはやめる」などと述べ、検察官、弁護人のほか陪席裁判官も残して突如退席した。[2]

## 担当事件
- 立川反戦ビラ配布事件（一審東京地裁八王子支部裁判長　無罪判決）
- 町田痴漢冤罪事件（一審東京地裁八王子支部裁判長　有罪判決）

※痴漢冤罪が疑われる事件で、被害者女性を証人として呼んだことが否認し反省をしていないこと認定し悪質と判断。また判決言渡し後、家族や傍聴人からの抗議の声に、笑みを浮かべて、｢じゃあ、控訴すればいいじゃない」と軽口をたたきながら退廷した。
- 足利事件（二審東京高裁左陪席裁判官　有罪判決）